# Rignosot
Rignosot ist eine französische Gemeinde mit 109 Einwohnern (Stand: 1. Januar 2022) im Département Doubs in der Region Bourgogne-Franche-Comté.

## Geographie
Rignosot liegt auf 252 m, etwa 21 Kilometer nordöstlich der Stadt Besançon (Luftlinie). Das Dorf erstreckt sich in der Talmulde des Ruisseau de Chazelle, südlich des Ognon, im äußersten Nordwesten des Département Doubs.
Die Fläche des 3,85 km² großen Gemeindegebiets umfasst einen Abschnitt des Ognon-Tals. Der Hauptteil des Gebietes wird von einer Ebene eingenommen, die durchschnittlich auf 260 m liegt und durch den Ruisseau de Chazelle nach Nordwesten zum Ognon entwässert wird. Das Gebiet zeigt überwiegend Acker- und Wiesland. Im Nordosten erstreckt sich das Gemeindeareal in die ausgedehnte Waldung des Bois de la Bussière. Mit 327 m wird auf dem bewaldeten Hügel zwischen Rignosot und Rigney die höchste Erhebung der Gemeinde erreicht.
Nachbargemeinden von Rignosot sind Rigney im Westen und Norden, La Tour-de-Sçay im Osten sowie Corcelle-Mieslot im Süden.

## Geschichte
Erstmals urkundlich erwähnt wird Rignosot im Jahr 1245. Im Mittelalter gehörte das Dorf zur Herrschaft La Roche sur-l’Ognon. Zusammen mit der Franche-Comté gelangte es mit dem Frieden von Nimwegen 1678 definitiv an Frankreich. Heute gehört Rignosot zum Gemeindeverband Doubs Baumois.

## Bevölkerung
| Jahr                       | 1962 | 1968 | 1975 | 1982 | 1990 | 1999 | 2016 |
| Einwohner                  | 92   | 96   | 96   | 107  | 107  | 114  | 117  |
| Quellen: Cassini und INSEE |      |      |      |      |      |      |      |

Mit 109 Einwohnern (Stand 1. Januar 2022) gehört Rignosot zu den kleinsten Gemeinden des Départements Doubs. Während des gesamten 20. Jahrhunderts pendelte die Einwohnerzahl im Bereich zwischen 75 und 120 Personen.

## Wirtschaft und Infrastruktur
Rignosot war bis weit ins 20. Jahrhundert hinein ein vorwiegend durch die Landwirtschaft (Ackerbau, Obstbau und Viehzucht) und die Forstwirtschaft geprägtes Dorf. Noch heute leben die Bewohner zur Hauptsache von der Tätigkeit im ersten Sektor. Außerhalb des primären Sektors gibt es nur wenige Arbeitsplätze im Dorf. Einige Erwerbstätige sind auch Wegpendler, die in den umliegenden größeren Ortschaften ihrer Arbeit nachgehen.
Die Ortschaft liegt abseits der größeren Durchgangsstraßen an einer Departementsstraße, die von Besançon nach Rougemont führt. Der nächste Anschluss an die Autobahn A36 befindet sich in einer Entfernung von ungefähr zehn Kilometern.